# ディルバイ・アンバニ
ディルバイ・アンバニ（英：Dhirubhai Ambani、1932年12月28日 - 2002年7月6日）はインドのリライアンス財閥の創業者。リライアンス財閥はタタ財閥、ビルラ財閥と共にインドの三大財閥の1つとされているが、ディルバイはこの財閥を1代で築き上げた。

## 生涯
1932年、ディルバイ・アンバニは貧しい学校教師の息子としてインドのグジャラート州西部で生まれた。彼は16歳で家を出るとイエメンのアデンで職に就いた。後のインタビューで、彼はアデンで小さいガソリンスタンドの店員として働いたと述べた。
1958年、ムンバイの小さな事務所で貿易会社を始めた。 彼と共にイエメンに滞在していた又従兄弟Champaklal Damaniがこの会社「Majin」の設立に協力した。最初の貿易はイエメンへの香辛料の輸出であり、その次には当時輸入許可をとるのが困難だった糸の取引に参入した。1965年にディルバイは又従兄弟とのパートナーシップを解消してベンチャー企業「リライアンス・テキスタイル」を立ち上げた。1966年にはアフマダーバードのナロダで1件目の繊維工場を設立した。また、甥の名前から命名した「Viral」ブランドを立ち上げ、これが後にリライアンス・テキスタイルの製造部門設立につながった。1977年にリライアンスの株式が公開されると、当時最大級の公開株式に惹きつけられて数千人の投資家が国営の株式市場で取引したという。
1986年に発作を起こしたときに麻痺が残り、日々の業務は2人の息子ムケシュ・アンバニとアニル・アンバニが引き継いだ。次の発作は10年以上後の2002年6月24日に起き、彼はボンベイの病院に入院し7月6日に死去した。『BBC』の報道によれば、遺体が街中を通って火葬場へと運ばれる際には数千人の市民が通りに列を作って見送ったという。前述のとおり彼の仕事は10年以上前に息子2人に引き継がれていたが、それにもかかわらず彼の入院から亡くなるまでにリライアンス・インダストリーズと精油会社リライアンス・ペトロリアムの株価は5パーセント以上下落した。

## 死後
2004年、息子2人がリライアンス財閥の支配権をかけて争った。2005年、ディルバイの妻で大株主のコキラベンが息子2人の争いを終わらせた。彼女はアニルにリライアンス財閥の事業の内、新しい分野である通信、電力、銀行などを任せた。これにより、リライアンス財閥は息子2人に分割され、それぞれ独立して活動を続けることになったが、2008年には2人とも『フォーブス』の発表した世界の長者番付で上位10位に入る世界有数の資産家となった。また、ディルバイは遺書を残していなかったため遺産の配分でも兄弟は争うことになり、この争議はディルバイの死から8年後の2010年5月になって解決した。